# Мунія сіроголова
Му́нія сіроголова (Lonchura caniceps) — вид горобцеподібних птахів родини астрильдових (Estrildidae). Ендемік Папуа Нової Гвінеї.

## Опис
Довжина птаха становить 10—11 см. Виду не притаманний статевий диморфізм. Голова, горло і груди білуваті, спина, крила і живіт коричневі, гузка і хвіст чорнувато-коричневі, на надхвісті помітна жовтувата пляма. Очі темно-карі, дзьоб сизий, лапи сіруваті.

## Підвиди
Виділяють три підвиди:
- L. c. caniceps (Salvadori, 1876) — південне узбережжя півострова Папуа (від острова Юл[en] і протоки Холл до Порт-Морсбі);
- L. c. scratchleyana (Sharpe, 1898) — гори Малалауа і Купріано (південний схід Нової Гвінеї);
- L. c. kumusii (Hartert, EJO, 1911) — північне узбережжя півострова Папуа (від річки Кумусі[en] до верхів'їв річки Муса[en].

## Поширення і екологія

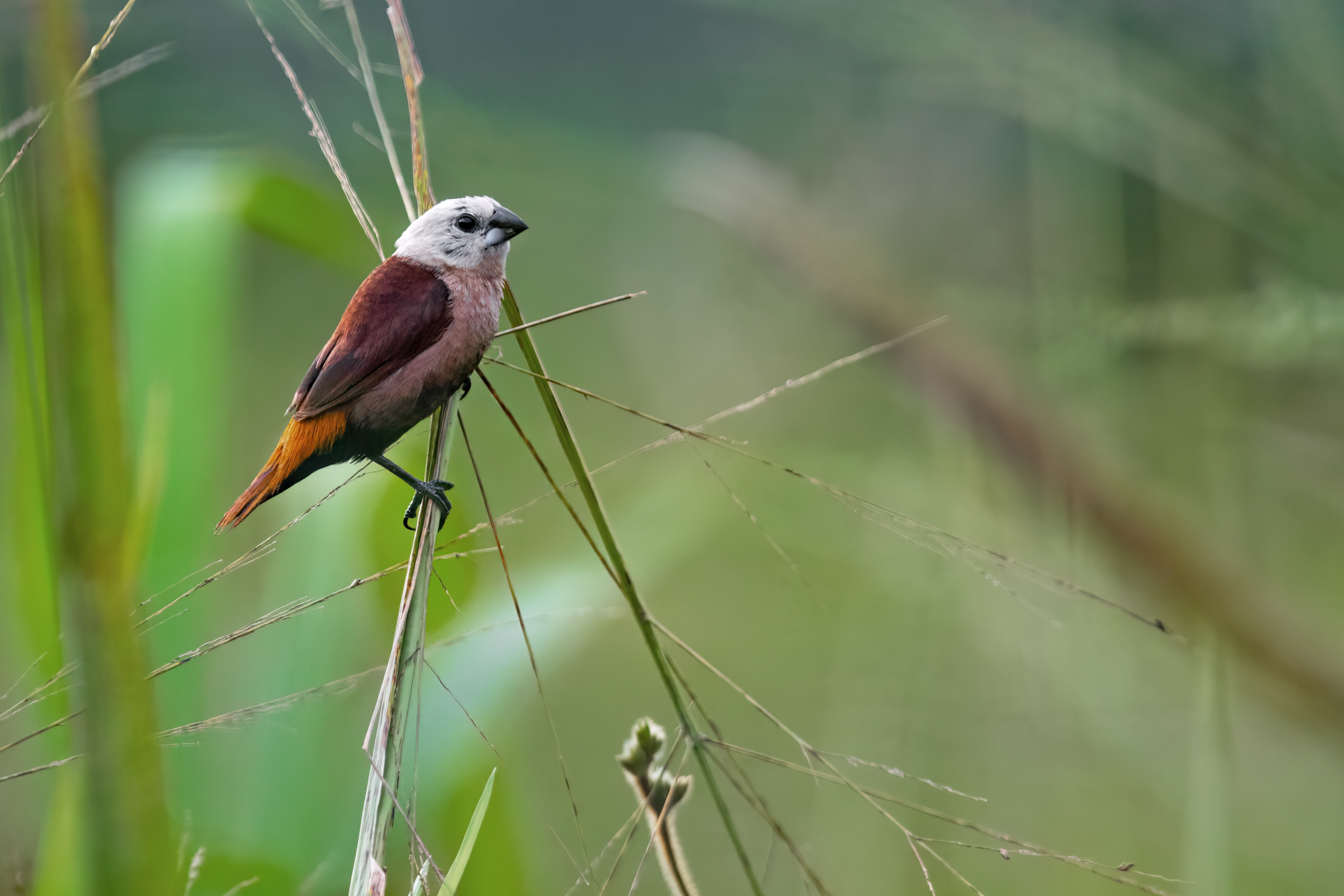
Мунія сіроголова, Тихоокеанський адвентистський університет

Сіроголові мунії живуть в заростях на берегах водойм, на луках і болотах, в саванах, в чагарникових заростях і садах. Зустрічаються парами або невеликими сімейними зграйками, іноді утворюють зграї до 1000 птахів. Живляться насінням трав, іноді також ягодами, плодами, пагонами та дрібними літаючими комахами. Розмножуються протягом всього року, пік гніздування припадає на сезон дощів з жовтня по квітень. Гніздо кулеподібне, робиться з переплетених стебел і рослинних волокон. В кладці від 3 до 6 яєць. Інкубаційний період триває приблизно 2 тижні. Будують гніздо, насиджують яйця і доглядають за пташенятами й самиці, і самці. Пташенята покидають гніздо через 3 тижні після вилуплення, однак батьки продовжують піклуватися про них деякий час.